# Saša Ćurko
Saša Ćurko (Kirin Serbia: Саша Ћурко; sinh ngày 12 tháng 6 năm 1996) là một tiền đạo bóng đá Serbia thi đấu cho Proleter Novi Sad.

## Cuộc sống cá nhân
Saša là con trai của cựu thủ môn Goran Ćurko.

## Sự nghiệp câu lạc bộ

### Vojvodina
Anh ra mắt tại Jelen SuperLiga cho Vojvodina ngày 25 tháng 5 năm 2014 trong chiến thắng 2-0 trên sân khách trước Napredak Kruševac.